# F/X - Effetto mortale
F/X - Effetto mortale (F/X) è un film del 1986 diretto da Robert Mandel.
Il film ha avuto un sequel: F/X 2 - Replay di un omicidio, del 1991. A F/X è ispirata una serie televisiva, intitolata F/X: The Series (1996-1998).

## Trama
L'esperto di effetti speciali cinematografici Roland "Rollie" Tyler viene assunto dal Dipartimento di Giustizia per inscenare l'omicidio del pentito di mafia Nicholas DeFranco; questi deve testimoniare contro i suoi ex capi mafiosi e sottoporsi alla protezione dei testimoni, ma il Dipartimento di Giustizia teme che venga ucciso prima del processo. Il supervisore del Dipartimento di Giustizia Edward Mason chiede a Tyler di impersonare anche il ruolo del killer, pagandolo 30.000 dollari e assicurandogli totale protezione.
Il finto omicidio viene messo in scena in un ristorante italiano e sembra aver successo. Quando Tyler viene catturato dall'agente Lipton, questi cerca a sorpresa di sparargli. Nella lotta per la pistola di Lipton, Tyler riesce a scappare. Contatta Mason che si dice scioccato dalle azioni di Lipton e gli dice di aspettare che altri agenti lo portino in un luogo sicuro. Successivamente un uomo (che viene scambiato per Tyler) è ucciso dagli agenti, dimostrando che anche Mason è coinvolto. Rollie inoltre teme che Lipton possa aver scambiato le cartucce a salve della pistola con proiettili veri, il che significa che Rollie ha davvero ucciso DeFranco.
Rollie si ritira nell'appartamento della sua ragazza Ellen. Al mattino, Ellen viene colpita e uccisa da un cecchino che mira a Tyler. Tyler uccide il cecchino dopo una corpo a corpo quando questi entra nell'appartamento per finire il lavoro. Il detective della omicidi di Manhattan Leo McCarthy indaga sulla morte di Ellen e del cecchino e si rende conto che è collegato a DeFranco, che Leo insegue da anni. Scopre che l'assassinio è stato simulato e che Mason lo ha pianificato. Quando viene sospeso dal suo capitano per i suoi metodi duri, McCarthy riesce a rubare il distintivo e la pistola del suo capo.
Usando un elaborato scherzo telefonico, Tyler attira Lipton all'aperto e lo rapisce nella sua auto di servizio, costringendolo a fornirgli l'indirizzo di Mason. Tyler ruba il suo furgone sequestrato con l'aiuto della sua assistente e fugge dopo un inseguimento attraverso Lower Manhattan con il partner di McCarthy. Tyler va alla villa di Mason dove, usando la sua esperienza negli effetti speciali, disarma le guardie di Mason e induce alcune di loro a uccidersi a vicenda. McCarthy arriva e vedendo due guardie prive di sensi al cancello, avverte la Polizia.
Mason e DeFranco scoprono che Tyler li ha trovati. DeFranco spara nello studio di Mason e Tyler cade da una delle finestre, sembrando morto. Mason e DeFranco cercano di uscire di casa quando arriva un elicottero, ma DeFranco riceve una scossa elettrica quando tocca lo schermo di metallo su una porta esterna, appositamente truccata da Tyler. Lo shock blocca il pacemaker di DeFranco: prima di morire per insufficienza cardiaca, Mason gli ruba la chiave di una cassetta di sicurezza svizzera contenente i fondi che DeFranco ha rubato alla mafia.
Mason si prepara a scappare, ma è sorpreso dall'apparizione di Tyler, che gli punta contro un fucile mitragliatore. Mason cerca di corrompere Tyler dandogli la chiave, proponendo di dividere i soldi in cambio di una fuga immediata. Tyler mette la pistola su un tavolo e dice a Mason che il piano non funzionerà. Mason prende la pistola e chiede indietro la chiave. Tyler mostra a Mason i proiettili per la pistola e un tubo di colla Krazy. Con la pistola incollata alle mani di Mason, Tyler lo spinge fuori dalla porta principale. La polizia, vedendolo uscire con la pistola in mano, gli spara, uccidendolo.
Il corpo di Tyler viene trovato e portato all'obitorio. Quindi esce dal sacco per cadaveri, si toglie il trucco con cui ha simulato la sua morte ed esce da una finestra per scappare. Viene affrontato da McCarthy. Il film si conclude con Tyler che impersona DeFranco presso la banca di Ginevra e recupera i 15 milioni di dollari in fondi mafiosi, dopodiché lui e McCarthy scappano con i contanti.

## Sequel
Nel 1991 è uscito il sequel intitolato F/X 2 - Replay di un omicidio (FX/2) con regista diverso, ma con Bryan Brown e Brian Dennehy di nuovo nel ruolo di protagonisti.